# Indosylvirana
Indosylvirana is een geslacht van kikkers uit de familie echte kikkers (Ranidae). De groep werd voor het eerst wetenschappelijk beschreven door Lauren A. Oliver, Elizabeth Prendini, Edward Frederick Kraus en Christopher John Raxworthy in 2015.

## Verspreiding
De verschillende soorten komen voor in delen van Azië en leven in de landen Cambodja, India, Sri Lanka, Thailand en Vietnam.

## Taxonomie
Er zijn tegenwoordig dertien verschillende soorten, inclusief zeven soorten die pas in 2014 voor het eerst wetenschappelijk zijn beschreven. Sommige soorten behoorden eerder tot andere geslachten zoals Hydrophylax en Hylarana, en zijn in veel literatuur onder deze verouderde namen bekend. 
Geslacht Indosylvirana
- Soort Indosylvirana aurantiaca
- Soort Indosylvirana caesari
- Soort Indosylvirana doni
- Soort Indosylvirana flavescens
- Soort Indosylvirana indica
- Soort Indosylvirana intermedia
- Soort Indosylvirana magna
- Soort Indosylvirana milleti
- Soort Indosylvirana montana
- Soort Indosylvirana serendipi
- Soort Indosylvirana sreeni
- Soort Indosylvirana temporalis
- Soort Indosylvirana urbis